# Kheshtī Jān
Kheshtī Jān (persiska: خشتی جان) är en ort i Iran.   Den ligger i provinsen Markazi, i den centrala delen av landet, 250 km sydväst om huvudstaden Teheran. Kheshtī Jān ligger 2 036 meter över havet och antalet invånare är 103.
Terrängen runt Kheshtī Jān är kuperad åt sydväst, men åt nordost är den platt. Terrängen runt Kheshtī Jān sluttar österut.Runt Kheshtī Jān är det ganska tätbefolkat, med 67 invånare per kvadratkilometer. Närmaste större samhälle är Khomeyn, 19,6 km sydost om Kheshtī Jān. Trakten runt Kheshtī Jān består i huvudsak av gräsmarker.